# Cmentarz żydowski w Wadowicach
Cmentarz żydowski w Wadowicach – został założony w 1882 roku i zajmuje powierzchnię 0,5 ha. Nagrobki, wykonane głównie z marmuru i piaskowca, są ozdobione ornamentami i symbolami religijnymi (zwojem Tory, menorą, wskaźnikiem – jadem, gwiazdą Dawida i in.). Ryte bądź malowane napisy na nich, w większości hebrajskie i łacińskie, są dość zwięzłe i nie dają zbyt wielu informacji o pochowanych. Cmentarz jest otoczony murowanym ogrodzeniem .
Na cmentarzu znajduje się ok. 450 nagrobków, a nad nimi góruje granitowy pomnik, poświęcony pamięci Żydów z Wadowic, Cieszyna, Katowic, Żywca, Bielska, Dziedzic, Czechowic, Andrychowa, Kęt, Suchej Beskidzkiej i Zatora, którzy przebywali w wadowickim getcie, a następnie zostali zamordowani w obozach zagłady.

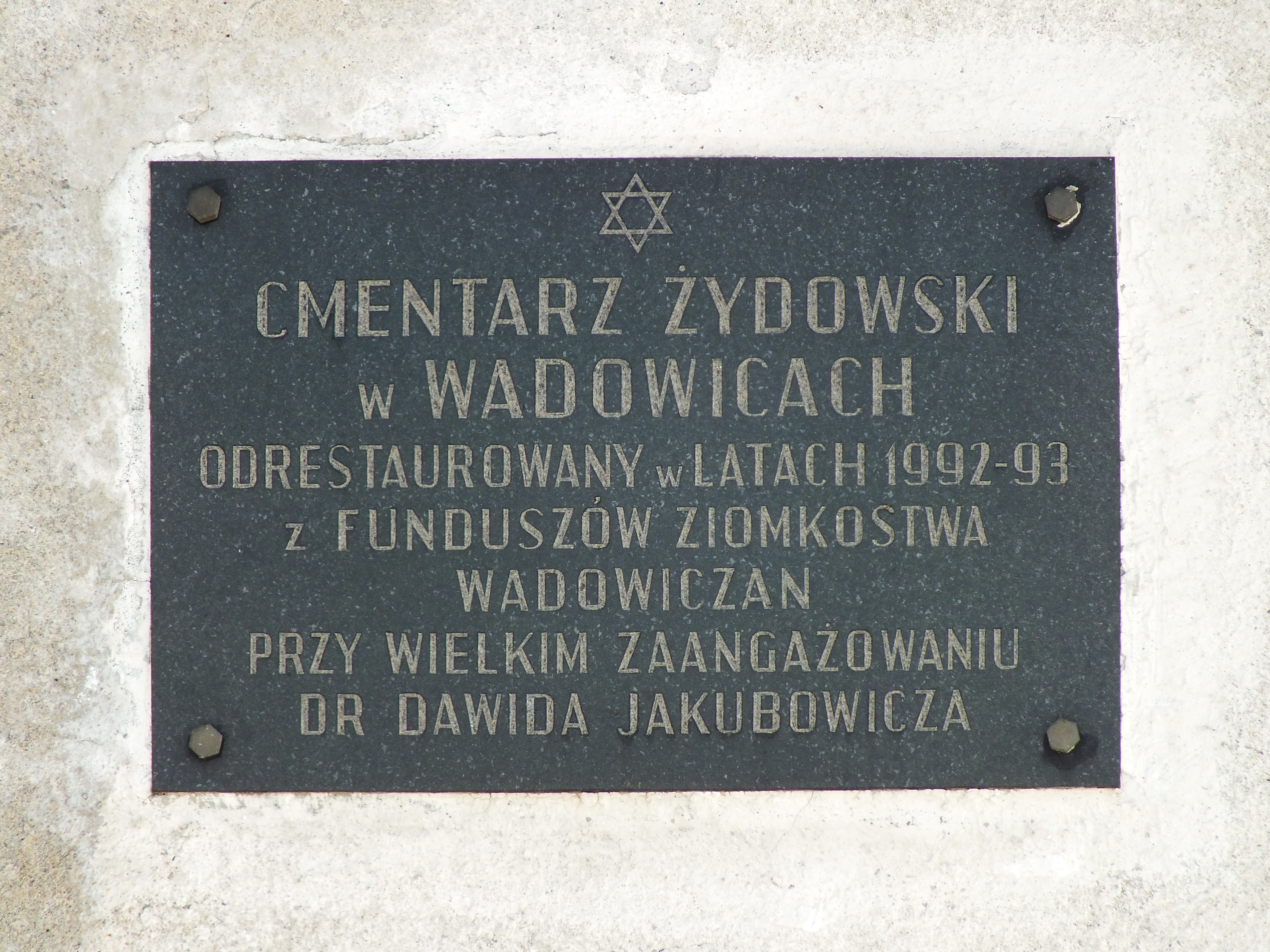
Tablica informacyjna

Zachowały się nagrobki trzech prezesów wadowickiej gminy żydowskiej: Izraela Hupperta (zm. 1917), Izydora Daniela (zm. 1919) oraz Zachariasza Klugera (zm. 1937).

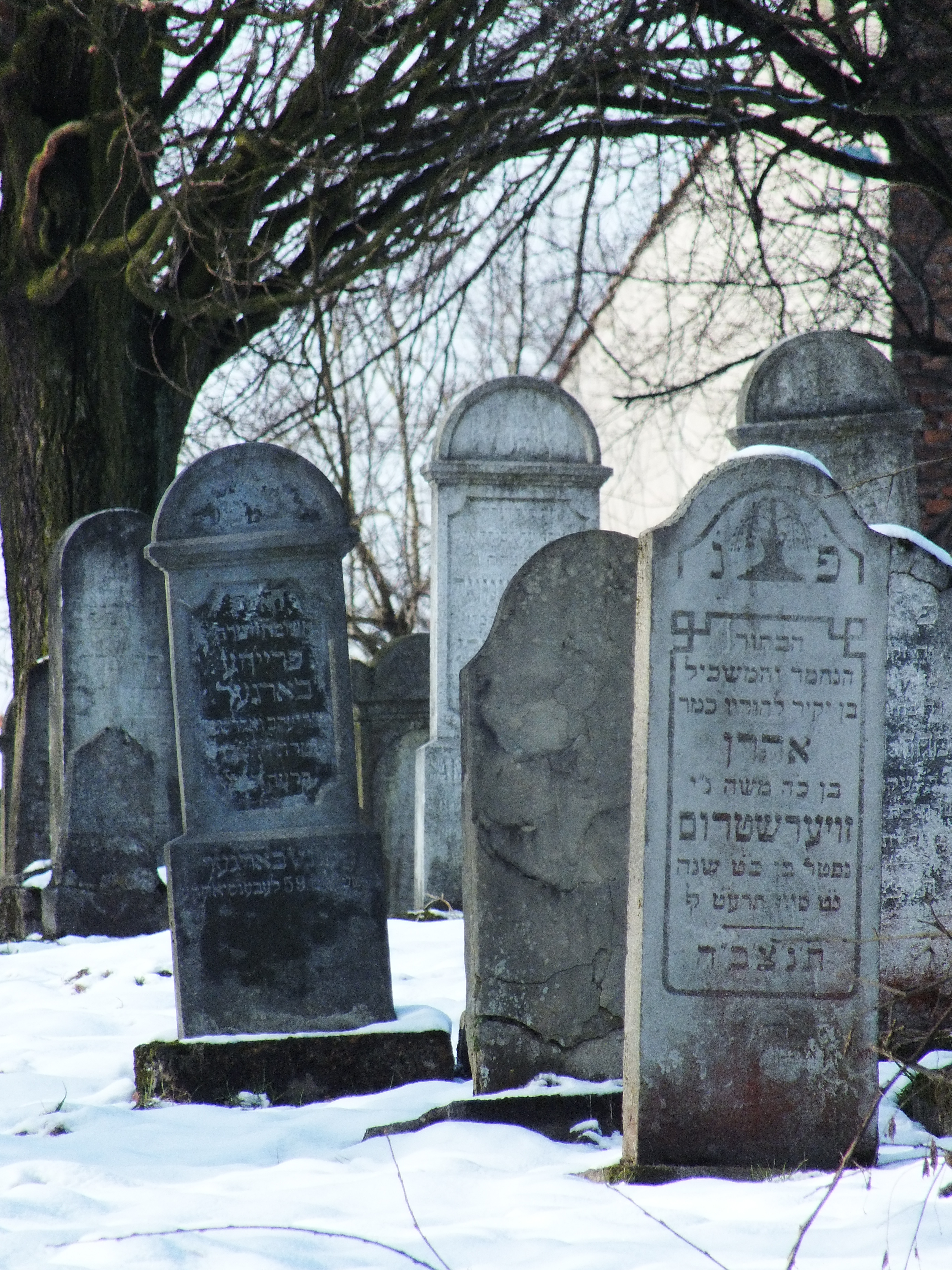
Macewy

Cmentarz znajduje się w Wadowicach, przy ul. Wojska Polskiego 52, na terenach należących obecnie do Gminy Wyznaniowej Żydowskiej w Bielsku-Białej .